# Genino Palace
Genino Palace (Johannesburgo, 19 de diciembre de 1998) es un futbolista sudafricano que juega en la demarcación de centrocampista para el Stellenbosch FC de la Liga Premier de Sudáfrica

## Selección nacional
Hizo su debut con la selección de fútbol de Sudáfrica el 5 de julio de 2023 en un encuentro de la Copa COSAFA 2023 contra Namibia que finalizó con un resultado de empate a uno tras un gol de Rowan Human para Sudáfrica, y de Elmo Kambindu para Namibia.

## Clubes
| Club                 | País      | Año       | Partidos | Goles |
| -------------------- | --------- | --------- | -------- | ----- |
| Maritzburg United FC | Sudáfrica | 2022-2023 | 42       | 1     |
| Stellenbosch FC      | Sudáfrica | 2023-     | 74       | 1     |